# بنبان صغير النقط
بنبان صغير النقط (الاسم العلمي: Trachinotus baillonii) (بالإنجليزية: Small spotted dart)‏ هو نوع من الأسماك يتبع جنس البنبان من فصيلة الشيميات.